# قيقب سكري

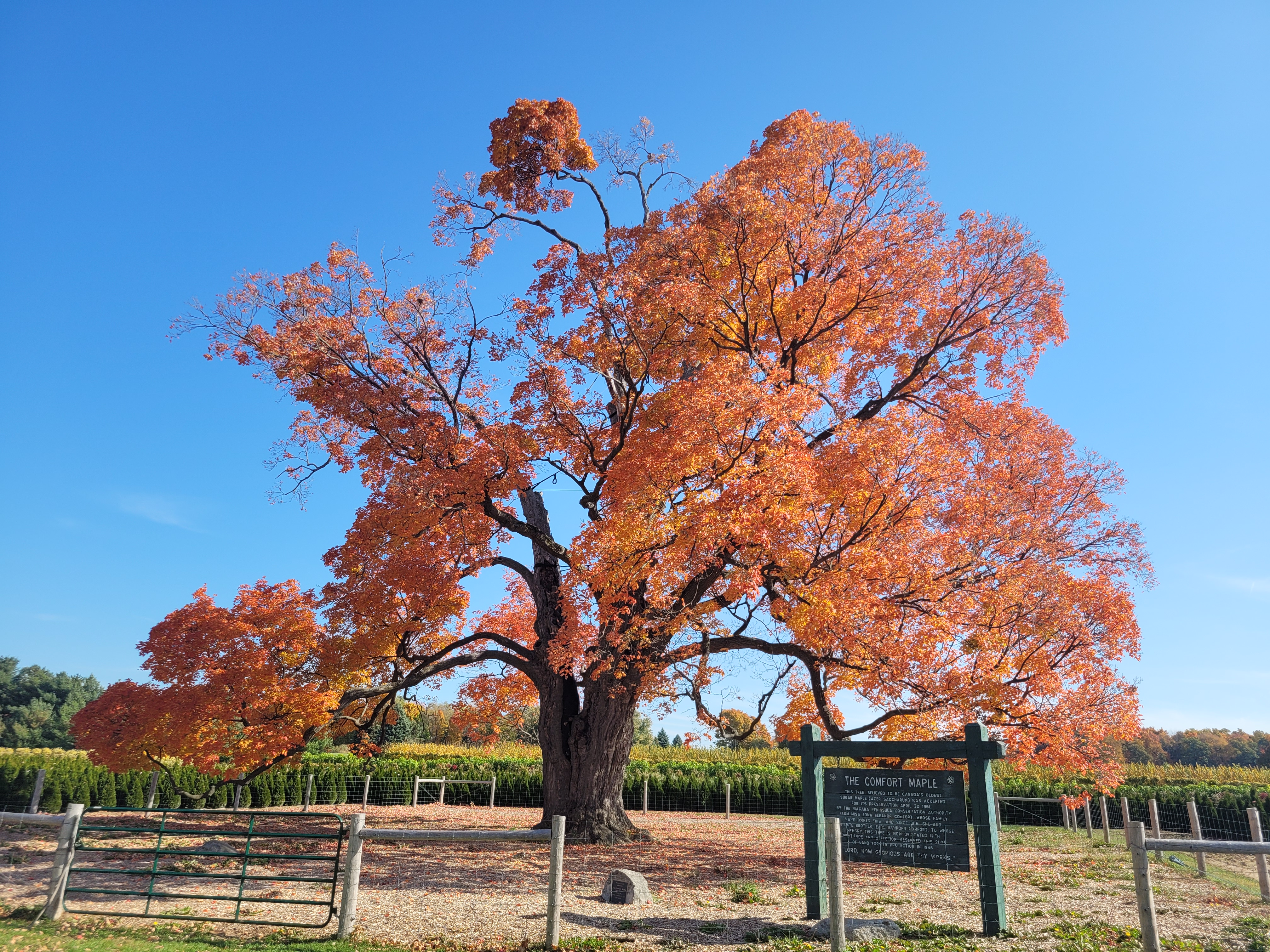
قيقب سكري, بيلهام (أونتاريو)

القيقب السكري نوع نباتي ينتمي إلى جنس القيقب من الفصيلة الصابونية.
يستخرج منه شراب القيقب.

## موطنه
ينتشر في جنوب شرق كندا (وخاصة مقاطعة كيبك) وشمال شرق الولايات المتحدة.

## وصفها
Acer saccharum (قيقب السكر) هو نوع من القيقب المحلي في الغابات في شمال شرق أمريكا الشمالية، ومن نوفا سكوتيا غربًا لجنوب أونتاريو وجنوب جورجيا تكساس. هي شجرة نفضية عادةً تصل لارتفاعات 25-35 متر (82-115 قدم)، ومن غير المعتاد أن تصل إلى 45 متر (150 قدم). يكون طول الشجرة التي عمرها 10 أعوام حوالي 5 متر (15 قدم). الأوراق نفضية 8-15 سم في الطول وكذلك العرض مع خمس فصوص خوصية. الفص القاعدي صغير نسبيًا، بينما الفصوص العليا أكبر ومسننة بعمق. بالتباين مع التسنين ذو الزاوية الخاص بالقيقب الفضي، فبرغم ذلك، تميل الأسنان إلى أن تكون مستديرة في الداخل. لون الخريف غالبًا ما يكون رائعًا، ويتراوح من الأصفر البراق إلى البرتقالي إلى الأحمر البرتقالي اللامع. يميل قيقب السكر أيضًا إلى أن يكون لون الخريف غير متساوي. في بعض الأشجار، يمكن لكل الألوان أن ترى في نفس الوقت. هناك أيضًا ميل، وكذلك مع القيقب الأحمر، لأجزاء من الشجر الناضج أن يغير لونه قبل الميعاد بأسابيع أو بعد باقي الأشجار. براعم الأوراق مدببة وذات لون بني. في السنين الأخيرة كان نمو الأغصان أخضر، ويتحول للأسود البني. تكون الأزهار معذوقة 5-10 سويًا، اللون أخضر مصفر بدون تتويجات. يحدث الإزهار في أوائل الربيع بعد 30-55 من درجات النمو بالأيام. الفاكهة مجنحة مزدوجة ببذور مجنحة مزدوجة، البذور كروية الشكل، 7-10 مم في القطر، الجناح 2-3 سم في الطول. تسقط البذور من الشجر في الخريف. وهي مرتبطة بالقيقب الأسود، والذي يتضمن أحيانًا في هذا النوع ولكن يكون منفصل Acer nigrum. القيقب المسنن الأمريكي الغربي (Acer grandidentatum) يعتبره بعض علماء النباتات أيضًا كتنوع من النويعات لقيقب السكر. غالبصا ما يتم الخلط بين قيقب السكر وقيقب النرويج